# Lambda Bootis
Lambda Bootis (kurz auch λ Boo und λ Bootis) ist ein Stern im Sternbild Bärenhüter. Er wurde am 30. Juni 2017 von der IAU auf den Namen Xuange benannt.
Er ist ein Stern der Spektralklasse A in der Hauptreihe mit einer scheinbaren Helligkeit von +4,18 mag und etwa 97,1 Lichtjahre von der Erde entfernt.
Lambda Bootis ist der Prototyp einer Gruppe seltener Sterne, die nach ihm als Lambda-Bootis-Sterne benannt werden. Die Mitglieder dieser Gruppe sind Zwergsterne, und ihre Spektren zeigen eine sehr geringe Metallizität an. Ihre Durchmesser wurden direkt gemessen und betragen ungefähr das 1,7-fache der Sonne.